# Oleg Maskáiev
Oleg Maskáiev (en ruso: Олег Маскаев; nacido el 2 de marzo de 1969, en Zhambyl, Kazajistán) es un boxeador profesional ruso y excampeón mundial del Consejo Mundial de Boxeo (WBC).

## Biografía
Maskáiev nació el 2 de marzo, de 1969, en Kazajistán y sus padres son rusos. Ha vivido en Estados Unidos desde 1999 con su mujer, Svetlana con la que tiene cuatro hijas. Adquirió la ciudadanía estadounidense en 2004 y reside en el Oeste de Sacramento, California. Antes de su primer combate ante Hasim Rahman en 2006, Maskáiev dijo: "Yo diría que soy un americano-ruso orgulloso. Soy un ciudadano de América, de los Estados Unidos... gane quien gane será americano". En la defensa de su título ante Peter Okhello, Maskáiev declaró sobre su ciudadanía: "Ruso. No quiero hablar más sobre esto. Andaré sobre el cuadrilátero bajo la bandera rusa y el himno ruso por que soy ahora un ciudadano ruso". El presidente ruso Vladímir Putin le concedió la ciudadanía rusa el 9 de diciembre de 2006.

## Boxeo
Maskáiev, anteriormente un minero, comenzó su carrera en los años 80 como boxeador aficionado cuando la Unión Soviética todavía existía. Él era el campeón del Ejército Rojo soviético y más tarde el ganador del título nacional de boxeo. 
Su carrera profesional comenzó en 1993, ante Alex Miroshnichenko al que ganó en tres asaltos. Ya en su sexto combate se enfrenta a Nikolai Kulpin por el título PABA de los pesos pesados, y gana en doce asaltos por decisión. En su siguiente combate se enfrenta al ex-campeón mundial Oliver McCall, que le derrota en el primer asalto por nocaut.
Después de esta derrota vuelve a pelear pocos meses después derrotando a Mike Robinson. Después encadena otras tres victorias más, y obtiene una oportunidad por el título Internacional del Consejo Mundial de Boxeo, ante el samoano David Tua. El combate fue muy duro pero en el undécimo asalto Maskáiev perdió el combate por nocaut técnico. A los cinco meses volvió al ring ante Alex Stewart, al que ganó en siete asaltos. En los siguientes combates volvió a ganar el título vacante PABA (también derrotó entre otros a Hasim Rahman), ante Toakipa Tasefa y lo defendió en tres ocasiones, ante Jeff Wooden, Shane Sutcliffe y Kirk Johnson. Ante este último perdió el título al caer derrotado por nocaut en el cuarto asalto, el 7 de octubre de 2000.
Su siguiente combate fue ante Lance Whitaker y volvió a perder, en esta ocasión por nocaut en el segundo asalto. Después tuvo dos victorias más pero volvió a ser noqueado ante Corey Sanders en el octavo asalto, el 17 de marzo de 2002. A partir de esa pelea, gana nueve peleas consecutivas antes pelear por otro título, entre ellos gana a Julius Francis y Livin Castillo.
Después de esta racha de victorias tiene una oportunidad por el título Internacional del Consejo Mundial de Boxeo que a la vez servía como Eliminador del Título Mundial. El combate fue el 12 de noviembre de 2005 y se enfrentó a Sinan Samil Sam al que derrotó por decisión unánime en doce asaltos. Después de esta victoria le dieron la oportunidad de disputar el título mundial, que estaba en poder de Hasim Rahman, al que ya había derrotado anteriormente. El combate tuvo lugar el 12 de agosto de 2006 y Maskaev venció por nocaut técnico en el duodécimo asalto, coronándose como Campeón del Mundo de los pesos pesados, versión WBC.
Como campeón mundial defendió su título ante Peter Okhello, al que ganó por decisión unánime en doce asaltos y después lo volvió a defender ante el nigeriano Samuel Peter ante el que perdió el título mundial en seis asaltos por nocaut técnico, el 8 de marzo de 2008 en Cancún, México.

## Récord profesional
| 39 Ganadas (28 KOs), 7 Derrotas |        |                          |      |               |            |                                                          |                                                        |
| Res.                            | Récord | Oponente                 | Tipo | Rd., Tiempo   | Datos      | Localidad                                                | Notas                                                  |
| G                               | 39–7   | Danny Williams           | UD   | 10            | 04-11-2013 | Basket-Hall, Krasnodar, Rusia                            |                                                        |
| G                               | 38–7   | Jason Gavern             | UD   | 10            | 26-05-2013 | Sports Complex Mordovia, Saransk, Rusia                  |                                                        |
| G                               | 37–7   | Owen Beck                | TKO  | 3 (10), 2:59  | 30-12-2012 | Sports Palace Quant, Moscú, Rusia                        |                                                        |
| D                               | 36–7   | Nagy Aguilera            | TKO  | 1 (10), 1:54  | 11-12-2009 | Memorial Auditorium, Sacramento, California, US          |                                                        |
| G                               | 36–6   | Rich Boruff              | TKO  | 1 (10), 1:35  | 14-03-2009 | Ice Palace, Saransk, Rusia                               |                                                        |
| G                               | 35–6   | Robert Hawkins           | UD   | 10            | 06-09-2008 | Red Square, Moscú, Rusia                                 |                                                        |
| D                               | 34–6   | Samuel Peter             | TKO  | 6 (12), 2:56  | 08-03-2008 | Plaza de Toros, Cancún, México                           | Pierde el título de la WBC del peso pesado             |
| G                               | 34–5   | Okello Peter             | UD   | 12            | 10-12-2006 | Olympic Stadium, Moscú, Rusia                            | Retiene el título de la WBC del peso pesado            |
| G                               | 33–5   | Hasim Rahman             | TKO  | 12 (12), 2:17 | 12-08-2006 | Thomas & Mack Center, Paradise, Nevada, US               | Gana el título de la WBC del peso pesado               |
| G                               | 32–5   | Sinan Şamil Sam          | UD   | 12            | 12-11-2005 | Alsterdorfer Sporthalle, Hamburg, Alemania               | Gana el título WBC International del peso pesado       |
| G                               | 31–5   | Livin Castillo           | TKO  | 3 (10), 1:30  | 24-06-2005 | Etess Arena, Atlantic City, New Jersey, US               |                                                        |
| G                               | 30–5   | Quinn Navarre            | KO   | 3 (10), 2:47  | 22-01-2005 | Coushatta Casino Resort, Kinder, Louisiana, US           |                                                        |
| G                               | 29–5   | David Defiagbon          | SD   | 10            | 23-07-2004 | Etess Arena, Atlantic City, New Jersey, US               |                                                        |
| G                               | 28–5   | Craig Tomlinson          | TKO  | 2 (10), 1:18  | 16-04-2004 | Tropicana Casino & Resort, Atlantic City, New Jersey, US |                                                        |
| G                               | 27–5   | Julius Francis           | TKO  | 2 (10)        | 27-11-2003 | Olimpiysky Sport Palace, Chekhov, Rusia                  |                                                        |
| G                               | 26–5   | Dennis McKinney          | TKO  | 1 (10)        | 25-09-2003 | Townhouse, Huntington, New York, US                      |                                                        |
| G                               | 25–5   | Sedreck Fields           | TKO  | 9 (10)        | 06-09-2003 | Palace of Sports, Kiev, Ukraine                          |                                                        |
| G                               | 24–5   | Gary Winmon              | TKO  | 1 (8)         | 28-06-2003 | DC Armory, Washington D. C., US                          |                                                        |
| G                               | 23–5   | Errol Sadikovski         | TKO  | 1 (10)        | 15-02-2003 | Multi-Purpose Center, Lewiston, Maine, US                |                                                        |
| D                               | 22–5   | Corey Sanders            | TKO  | 8 (10), 2:45  | 17-03-2002 | Gold Country Casino, Oroville, California, US            |                                                        |
| G                               | 22–4   | David Vedder             | TKO  | 6 (10), 1:45  | 30-11-2001 | Hilton, Reno, Nevada, US                                 |                                                        |
| G                               | 21–4   | Brian Nix                | TKO  | 6 (10), 0:53  | 25-08-2001 | Flamingo, Laughlin, Nevada, US                           |                                                        |
| D                               | 20–4   | Lance Whitaker           | KO   | 2 (12), 1:03  | 10-03-2001 | Caesars Palace, Paradise, Nevada, US                     | Por el título WBC Continental Americas del peso pesado |
| D                               | 20–3   | Kirk Johnson             | KO   | 4 (12), 0:51  | 07-10-2000 | Mohegan Sun Arena, Montville, Connecticut, US            | Pierde el título PABA del peso pesado                  |
| G                               | 20–2   | Derrick Jefferson        | TKO  | 4 (10), 2:10  | 20-05-2000 | Bally's Park Place, Atlantic City, New Jersey, US        |                                                        |
| G                               | 19–2   | Sedreck Fields           | RTD  | 7 (10), 3:00  | 02-03-2000 | Ramada Inn, Rosemont, Illinois, US                       |                                                        |
| G                               | 18–2   | Hasim Rahman             | KO   | 8 (10), 0:40  | 06-11-1999 | Boardwalk Hall, Atlantic City, New Jersey, US            |                                                        |
| G                               | 17-2   | Shane Sutcliffe          | TKO  | 2 (12), 2:56  | 20-05-1999 | Grand Casino, Tunica, Mississippi, US                    | Retiene el título PABA del peso pesado                 |
| G                               | 16–2   | Jeff Wooden              | TKO  | 3 (12), 0:41  | 04-02-1999 | Coeur d'Alene Casino Resort Hotel, Worley, Idaho, US     | Retiene el título PABA del peso pesado                 |
| G                               | 15–2   | Marion Wilson            | UD   | 8             | 08-12-1998 | Roseland Ballroom, New York City, New York, US           |                                                        |
| G                               | 14–2   | Toakipa Tasefa           | KO   | 1 (12), 1:15  | 02-10-1998 | Sudduth Coliseum, Lake Charles, Louisiana, US            | Gana el título vacante PABA del peso pesado            |
| G                               | 13–2   | Courage Tshabalala       | KO   | 9 (10), 2:55  | 09-06-1998 | State Circus, Moscú, Rusia                               |                                                        |
| G                               | 12–2   | Booker T Word            | TKO  | 4 (10), 2:47  | 09-01-1998 | The Claridge, Atlantic City, New Jersey, US              |                                                        |
| G                               | 11–2   | Alex Stewart             | TKO  | 7 (10)        | 27-09-1997 | State Circus, Moscú, Rusia                               |                                                        |
| D                               | 10–2   | David Tua                | TKO  | 11 (12), 1:16 | 05-04-1997 | Bally's Park Place, Atlantic City, New Jersey, US        | Por el título WBC International del peso pesado        |
| G                               | 10–1   | Rodney Blount            | KO   | 2 (6), 1:55   | 07-02-1997 | Las Vegas Hilton, Winchester, Nevada, US                 |                                                        |
| G                               | 9–1    | Ralph West               | TKO  | 3 (10), 1:03  | 12-09-1996 | Hilton, Huntington, New York, US                         |                                                        |
| G                               | 8–1    | Fernely Feliz            | UD   | 8             | 20-08-1996 | Paramount Theater, New York City, New York, US           |                                                        |
| G                               | 7–1    | Mike Robinson            | TKO  | 7 (8), 1:35   | 09-06-1996 | Fernwood Resort, Bushkill, Pennsylvania, US              |                                                        |
| D                               | 6–1    | Oliver McCall            | TKO  | 1 (10), 1:38  | 24-02-1996 | Coliseum, Richmond, Virginia, US                         |                                                        |
| G                               | 6–0    | Nikolay Kulpin           | UD   | 12            | 29-09-1995 | York Hall, London, England                               | Gana el título PABA del peso pesado                    |
| G                               | 5–0    | Joe Thomas               | PTS  | 6             | 25-08-1995 | Bally's Park Place, Atlantic City, New Jersey, US        |                                                        |
| G                               | 4–0    | Robert Hawkins           | KO   | 4 (6), 1:05   | 30-06-1995 | Convention Center, Philadelphia, Pennsylvania, US        |                                                        |
| G                               | 3–0    | Mike Whitfield           | UD   | 8             | 11-04-1995 | Martin's West, Woodlawn, Maryland, US                    |                                                        |
| G                               | 2–0    | Jimmy Harrison           | TKO  | 4 (6)         | 04-03-1995 | The Roxy, Boston, Massachusetts, US                      |                                                        |
| G                               | 1–0    | Alexander Miroshnichenko | TKO  | 3 (6)         | 17-04-1993 | Taraz, Kazajistán                                        | Debut profesional                                      |